# (189312) Jameyszalay
(189312) Jameyszalay est un astéroïde de la ceinture principale.

## Description
(189312) Jameyszalay est un astéroïde de la ceinture principale. Il fut découvert le 1er mai 2006 à Kitt Peak par Marc William Buie. Il présente une orbite caractérisée par un demi-grand axe de 3,14 UA, une excentricité de 0,19 et une inclinaison de 2,8° par rapport à l'écliptique.